# Крок Парк
„Крок Парк“ (на английски: Croke Park, на ирландски: Páirc an Chrócaigh) е стадион в Дъблин, Ирландия.
С капацитет от 82 300 места той е третият по големина стадион в Европейския съюз. До 2005 г. се използва само за келтски спортове, а след това и за футбол и ръгби. На него играят мачовете си националните отбори по футбол и ръгби на Република Ирландия. Използва се също и за концерти.
Построен е през 1884 г. от организацията GAA (Gaelic Athletic Association, най-голямата спортна организация в Ирландия).